# Dania na Letnich Igrzyskach Olimpijskich 1980
Dania na Letnich Igrzyskach Olimpijskich 1980 w Moskwie była reprezentowana przez 58 zawodników (55 mężczyzn i 3 kobiety). Łącznie zdobyli oni pięć medali.

## Medale
| Medal  | Zawodnik                                                 | Dyscyplina  | Konkurencja             |
| ------ | -------------------------------------------------------- | ----------- | ----------------------- |
| Złoto  | Hans Kjeld Rasmussen                                     | Strzelectwo | Skeet                   |
| Złoto  | Valdemar Bandolowski Erik Hansen Poul Richard Høj Jensen | Żeglarstwo  | Klasa Soling            |
| Srebro | Per Kjærgaard Nielsen Peter Due                          | Żeglarstwo  | Klasa Tornado           |
| Brąz   | Hans-Henrik Ørsted                                       | Kolarstwo   | 4 km na dochodzenie     |
| Brąz   | Susanne Nielsson                                         | Pływanie    | 100 m stylem klasycznym |